# Élections régionales santoméennes de 2022
Des élections régionales se déroulent à Sao Tomé-et-Principe le 25 septembre 2022, afin de désigner les élus de l'Assemblée régionale de l'île de Principe.
Elles se déroulent en même temps que les élections législatives et municipales dans le reste du pays. L'Union pour le progrès et le changement de Principe (UMPP), majoritaire depuis 2006 et conduite pour la première fois par Filipe Nascimento, se maintient à la tête de la région.

## Contexte
Au cours de la législature, José Cassandra, président du gouvernement régional et chef de la majorité sans discontinuer depuis 2006, passe la main à Filipe Nascimento.

## Campagne
Seuls les deux partis représentés à l'Assemblée, l'Union pour le progrès et le changement de Principe (UMPP) et le Mouvement vert pour le développement de Principe (MVDP) — en coalition avec le Mouvement pour la libération de Sao Tomé-et-Principe – Parti social-démocrate —, présentent des candidats,.

## Résultats nationaux
|                                |                                                                                           |                                                           |       |       |      |        |     |  |  |
| Parti                          | Parti                                                                                     | Parti                                                     | Voix  | %     | +/-  | Sièges | +/- |  |  |
|                                | Union pour le progrès et le changement de Principe (UMPP)                                 | Union pour le progrès et le changement de Principe (UMPP) | 2 117 | 54,03 | 8,53 | 6      | 1   |  |  |
|                                |                                                                                           | Mouvement vert pour le développement de Principe (MVDP)   | 1 801 | 45,31 | 8,53 | 3      | 1   |  |  |
|                                | Mouvement pour la libération de Sao Tomé-et-Principe – Parti social-démocrate (MLSTP-PSD) |                                                           | 1 801 | 45,31 | 8,53 | 3      | 1   |  |  |
| Total coalition MVDP-MLSTP-PSD |                                                                                           |                                                           | 1 801 | 45,31 | 8,53 | 3      | 1   |  |  |
|                                |                                                                                           |                                                           |       |       |      |        |     |  |  |
| Suffrages exprimés             | Suffrages exprimés                                                                        | Suffrages exprimés                                        | 3 918 | 96,60 |      |        |     |  |  |
| Votes blancs                   | Votes blancs                                                                              | Votes blancs                                              | 62    | 1,53  |      |        |     |  |  |
| Votes nuls                     | Votes nuls                                                                                | Votes nuls                                                | 76    | 1,87  |      |        |     |  |  |
| Total                          | Total                                                                                     | Total                                                     | 4 056 | 100   | –    | 9      | 2   |  |  |
| Abstentions                    | Abstentions                                                                               | Abstentions                                               | 1 908 | 31,99 |      |        |     |  |  |
| Inscrits / participation       | Inscrits / participation                                                                  | Inscrits / participation                                  | 5 964 | 68,01 |      |        |     |  |  |